# Blattella aegrota
Blattella aegrota är en kackerlacksart som först beskrevs av Gerstaecker 1883.  Blattella aegrota ingår i släktet Blattella och familjen småkackerlackor. Inga underarter finns listade.